# Неаполитански Апенини
Неаполитанските Апенини или Кампански Апенини (на италиански: Appennino Napoletano, Appennino campano) са част от Апенинските планини в Италия, разположени в тяхната южна част.
Простират се на протежение около 140 km от северозапад на югоизток и ширина до 100 km. По-голямата им част е разположена на територията на област Кампания, северните части (масива Санио) попадат в областта Молизе, а югоизточните им склонове – в областта Апулия. На север долината на река Сангро (влива се в Адриатическо море) ги отделя от Абруцките Апенини, а на юг долината на река Офанто (влива се също в Адриатическо море) – от Луканските Апенини. Неаполитанските Апенини се състоят от два обособени масива, разделени от долината на река Калоре (ляв приток на Волтурно). На североизток от реката се издига масива Санио (или Санита) с максимална височина връх Милето 2050 m (на 20 km югозападно от град Кампобасо), а на югозапад от нея са разположени няколко изолирани масива (в някои източници само те се наименуват Неаполитански Апенини) с максимална височина връх Червиалто 1809 m (на 35 km източно от град Салерно). Западните склонове са предимно стръмни, а източните – полегати и постепенно потъват в равнината Тавалиере. Изгродени са основно от варовици, флишеви и вулканични скали. От Неаполитанските Апенини водят началото си множество предимно къси реки. На запад към Тиренско море тече река Волтурно (влива се в залива Гаета) с големия си ляв приток Калоре. На изток протичат реките Триньо, Биферно, Форторе, Канделара, Черваро, Карапеле, Офанто и др. вливащи се в Адриатическо море. Склоновете на планината на височина до 400 – 500 m са обрасли със средиземноморски гори и храсти, а нагоре са покрити с дъбови, кестенови и борови гори. В Неаполитанските Апенини са разположени множество населени места, като най-големите са градовете Кампобасо (административен център на областта молизе), Беневенто и Авелино.